# Fokker F.32
Pour les articles homonymes, voir F32.
Dimensions
Le Fokker F.32 est un avion de ligne développé dans les années 1920, construit par Fokker Aircraft Corporation of America. Il est désigné YC-20 pour être évalué par l'USAAC.